# Caruso (cognome)
Caruso è un cognome di lingua italiana.

## Varianti
Carosi, Caroso, Carosone, Carusi, Carusillo, Carusone, Carusotto, Carugo.

## Origine e diffusione
Deriva dal sostantivo siciliano caruso, che significa "ragazzo".
Il cognome è portato da oltre 15283 famiglie italiane. Compare prevalentemente in Sicilia, con ceppi anche in Calabria e Campania. È il quarantesimo cognome italiano per diffusione.
La variante Carusi è massese, pisana, fiorentina, aretina, abruzzese e romana; Carusillo è foggiano; Carusotto è agrigentino; Carosi è piceno, laziale e aquilano; Caroso è aquilano; Carosone è aquilano e napoletano; Carusone è casertano.

## Persone
- Damiano Caruso, ciclista su strada italiano
- Luigi Caruso, politico italiano
- Renato Carosone, cantante italiano